# Hoa hậu Thế giới 2005
Hoa hậu Thế giới 2005 là cuộc thi Hoa hậu Thế giới thứ 55 được tổ chức tại Nhà hát Vương miện sắc đẹp, Tam Á, Trung Quốc vào ngày 10 tháng 12 năm 2005. Chín cựu Hoa hậu Thế giới và Julia Morley là giám khảo của cuộc thi. Hoa hậu Thế giới 2004 María Julia Mantilla đã trao vương miện cho tân Hoa hậu Thế giới là Unnur Birna Vilhjálmsdóttir đến từ Iceland. 102 thí sinh từ khắp nơi trên thế giới đã cùng tụ hội về Tam Á để tranh tài giành chiếc vương miện.
Đây là lần đầu tiên cuộc thi Hoa hậu Thế giới chia các thí sinh thành 6 khu vực: Châu Á - Thái Bình Dương, Bắc Âu, Nam Âu, Vùng Caribe, Châu Mỹ và Châu Phi. Dựa trên kết quả bình chọn của khán giả, sẽ có 2 thí sinh đẹp nhất của mỗi châu lục được vào top 15 cùng với 3 thí sinh đoạt 3 giải phụ: Hoa hậu Bãi biển, Hoa hậu Tài năng và Hoa hậu Nhân ái. Trong đêm chung kết của cuộc thi, 9 cựu Hoa hậu Thế giới đã chấm điểm để chọn ra tân Hoa hậu Thế giới.

## Kết quả

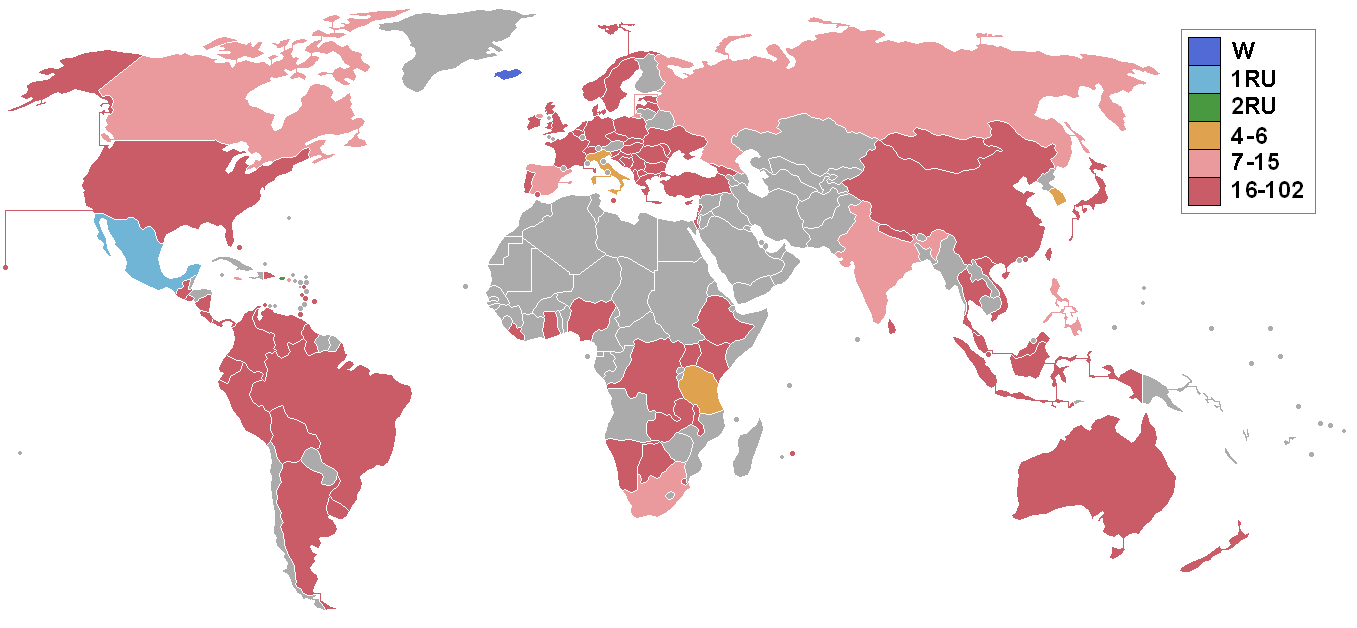
Các quốc gia/vùng lãnh thổ tham dự Hoa hậu Thế giới 2005 và kết quả

### Thứ hạng
| Kết quả               | Thí sinh |
| --------------------- | --- |
| Hoa hậu Thế giới 2005 | - Iceland – Unnur Birna Vilhjálmsdóttir |
| Á hậu 1               | - Mexico – Dafne Molina |
| Á hậu 2               | - Puerto Rico – Ingrid Marie Rivera |
| Top 6                 | - Ý – Sofia Bruscoli - Hàn Quốc – Oh Eun-young - Tanzania – Nancy Sumari |
| Top 15                | - Quần đảo Virgin (Mỹ) – Kmisha Counts - Canada – Ramona Amiri - Ấn Độ – Sindhura Gadde - Jamaica – Terri-Karelle Griffith - Bắc Ireland – Lucy Evangelista - Philippines – Carlene Aguilar - Nga – Yulia Ivanova - Nam Phi – Dhiveja Sundrum - Tây Ban Nha – Mireia Verdú |

### Các nữ hoàng sắc đẹp khu vực
| Khu vực                  | Thí sinh                                |
| ------------------------ | --------------------------------------- |
| Châu Phi                 | - Tanzania – Nancy Sumari               |
| Châu Mỹ                  | - Mexico – Dafne Molina                 |
| Châu Á - Thái Bình Dương | - Hàn Quốc – Oh Eun-young               |
| Vùng Caribê              | - Puerto Rico – Ingrid Marie Rivera     |
| Bắc Âu                   | - Iceland – Unnur Birna Vilhjálmsdóttir |
| Nam Âu                   | - Ý – Sofia Bruscoli                    |

### Thứ tự công bố
| 1. Philippines 2. Ấn Độ 3. Iceland 4. Bắc Ireland 5. Ý 6. Tây Ban Nha 7. Jamaica 8. Puerto Rico 9. Canada 10. Mexico 11. Nam Phi 12. Tanzania 13. Nga 14. Quần đảo Virgin (Mỹ) 15. Hàn Quốc | 1. Hàn Quốc 2. Iceland 3. Ý 4. Puerto Rico 5. Mexico 6. Tanzania |

### Các giải phụ
| Giải thưởng      | Thí sinh                                        |
| ---------------- | ----------------------------------------------- |
| Hoa hậu bãi biển | - Nga - Yulia Ivanova                           |
| Hoa hậu Tài năng | - Quần đảo Virgin (Mỹ) - Kmisha Victoria Counts |
| Hoa hậu Nhân ái  | - Hàn Quốc - Oh Eun Young                       |

## Thí sinh
Có tất cả 102 thí sinh tham dự cuộc thi Hoa hậu Thế giới 2005 được chia thành 6 khu vực.

### Châu Á – Thái Bình Dương
| Quốc gia    | Thí sinh                | Tuổi | Chiều cao (cm) | Chiều cao (ft) | Quê nhà          |
| ----------- | ----------------------- | ---- | -------------- | -------------- | ---------------- |
| Úc          | Dennae Brunow           | 20   | 178            | 5'10"          | Albury           |
| Trung Quốc  | Triệu Đình Đình         | 19   | 178            | 5'10"          | Bắc Kinh         |
| Đài Loan    | Hứa Tố Dung             | 25   | 177            | 5'9"           | Cao Hùng         |
| Hồng Kông   | Diệp Thuý Thuý          | 24   | 173            | 5'8"           | Hồng Kông        |
| Ấn Độ       | Sindhura Gadde          | 21   | 175            | 5'9"           | Vijaywada        |
| Indonesia   | Lindi Cistia Prabha     | 21   | 172            | 5'7.5"         | Jogjakarta       |
| Nhật Bản    | Erina Shinohara         | 22   | 165            | 5'5"           | Fuji             |
| Hàn Quốc    | Oh Eun-young            | 20   | 172            | 5'8.5"         | Seoul            |
| Malaysia    | Emmeline Ng             | 23   | 179            | 5'10.5"        | Singapore        |
| Mông Cổ     | Khongorzul Ganbat       | 17   | 177            | 5'9.5"         | Ulaanbaatar      |
| Nepal       | Sugarika K.C.           | 19   | 171            | 5'7"           | Lalitpur         |
| New Zealand | Kay Anderson            | 20   | 172            | 5'7.5"         | Auckland         |
| Philippines | Carlene Aguilar         | 23   | 175            | 5'9"           | Thành phố Quezon |
| Singapore   | Shenise Wong            | 23   | 173            | 5'8"           | Singapore        |
| Sri Lanka   | Nadeeka Pereira         | 22   | 177            | 5'9.5"         | Colombo          |
| Thái Lan    | Sirinda "Sindie" Jensen | 22   | 170            | 5'7"           | Đan Mạch         |
| Việt Nam    | Vũ Hương Giang          | 20   | 167            | 5'6"           | Hà Nội           |

### Bắc Âu
| Quốc gia     | Thí sinh                    | Tuổi | Chiều cao (cm) | Chiều cao (ft) | Quê nhà       |
| ------------ | --------------------------- | ---- | -------------- | -------------- | ------------- |
| Bỉ           | Tatiana Silva               | 20   | 170            | 5'7"           | Bruxelles     |
| Cộng hòa Séc | Lucie Králová               | 23   | 174            | 5'8.5"         | Teplice       |
| Đan Mạch     | Trine Lundgaard             | 18   | 178            | 5'10"          | Billund       |
| Anh          | Hammasa Kohistani           | 18   | 170            | 5'7"           | Luân Đôn      |
| Estonia      | Laura Korgemae              | 19   | 178            | 5'10"          | Tartu         |
| Đức          | Daniela Risch               | 23   | 170            | 5'7"           | Kiel and Koln |
| Iceland      | Unnur Birna Vilhjálmsdóttir | 21   | 173            | 5'8"           | Reykjavik     |
| Ireland      | Aoife Cogan                 | 24   | 180            | 5'11"          | Castleknock   |
| Latvia       | Valerija Sevcuka            | 20   | 176            | 5'9"           | Riga          |
| Hà Lan       | Monique Plat                | 23   | 173            | 5'8"           | Volendam      |
| Bắc Ireland  | Lucy Evangelista            | 19   | 173            | 5'8"           | Portglenone   |
| Na Uy        | Helene Tråsavik             | 19   | 174            | 5'8.5"         | Egersund City |
| Ba Lan       | Malwina Ratajczak           | 19   | 176            | 5'9"           | Krapkowice    |
| Nga          | Yulia Ivanova               | 22   | 175            | 5'9"           | Novosibirsk   |
| Scotland     | Aisling Friel               | 23   | 171            | 5'7.5"         | Glasgow       |
| Thụy Điển    | Liza Berggren               | 19   | 174            | 5'8.5"         | Molndal       |
| Thụy Sĩ      | Lauriane Gilliéron          | 21   | 170            | 5'7"           | Prilly        |
| Ukraina      | Yulia Pinchuk               | 18   | 179            | 5'10.5"        | Novovolynsk   |
| Wales        | Claire Evans                | 22   | 167            | 5'6"           | Aberystwyth   |

### Nam Âu
| Quốc gia             | Thí sinh             | Tuổi | Chiều cao (cm) | Chiều cao (ft) | Quê nhà             |
| -------------------- | -------------------- | ---- | -------------- | -------------- | ------------------- |
| Albania              | Suada Sherifi        | 17   | 184            | 6'0.5"         | Vlora               |
| Bosnia & Herzegovina | Sanja Tunjić         | 19   | 177            | 5'9.5"         | Kula                |
| Bulgaria             | Rositsa Ivanova      | 18   | 174            | 5'8.5"         | Ruse                |
| Croatia              | Maja Cvjetković      | 19   | 175            | 5'9"           | Sibenik             |
| Síp                  | Orthodoxia Moutsouri | 20   | 174            | 5'8.5"         | Dherynia            |
| Pháp                 | Cindy Fabre          | 20   | 179            | 5'10.5"        | Cosne sur Loire     |
| Gruzia               | Salome Khelashvili   | 20   | 176            | 5'9"           | Tbilisi             |
| Gibraltar            | Melanie Chipolina    | 23   | 175            | 5'9"           | Gibraltar           |
| Hy Lạp               | Katerina Stikoudi    | 20   | 176            | 5'9"           | Thessalonika        |
| Hungary              | Semmi-Kis Tünde      | 20   | 182            | 5'11.5"        | Budapest            |
| Israel               | Keren Shacham        | 19   | 171            | 5'7"           | Kiryat Motzkin      |
| Ý                    | Sofia Bruscoli       | 17   | 177            | 5'9.5"         | Emilia Romagna      |
| Liban                | Lamitta Frangieh     | 25   | 173            | 5'8"           | Beirut              |
| Cộng hoà Macedonia   | Milena Stanivuković  | 20   | 180            | 5'11"          | Skopje              |
| Malta                | Ferdine Fava         | 19   | 170            | 5'7"           | St Julian's Village |
| Moldova              | Irina Dolovova       | 21   | 173            | 5'8"           | Moldova             |
| Bồ Đào Nha           | Angela María Fonseca | 20   | 174            | 5'8.5"         | Cabo Verde          |
| România              | Raluca Voina         | 20   | 173            | 5'8"           | Campulung           |
| Serbia và Montenegro | Dina Janković        | 18   | 174            | 5'8"           | Novi Pazar          |
| Slovakia             | Ivica Sláviková      | 21   | 172            | 5'7.5"         | Bratislava          |
| Slovenia             | Sanja Grohar         | 21   | 167            | 5'6"           | Kranj               |
| Tây Ban Nha          | Mireia Verdú         | 22   | 178            | 5'10"          | Barcelona           |
| Thổ Nhĩ Kỳ           | Hande Subaşı         | 21   | 179            | 5'10.5"        | Ankara              |

### Vùng biển Caribê
| Quốc gia             | Thí sinh               | Tuổi | Chiều cao (cm) | Chiều cao (ft) | Quê nhà        |
| -------------------- | ---------------------- | ---- | -------------- | -------------- | -------------- |
| Quần đảo Virgin (Mỹ) | Kmisha Counts          | 18   | 173            | 5'8"           | St Thomas      |
| Aruba                | Sarah Juddan           | 18   | 180            | 5'11"          | Aruba          |
| Bahamas              | Ordain Moss            | 18   | 173            | 5'8"           | Nassau         |
| Barbados             | Marielle Onyeche       | 21   | 173            | 5'8"           | Barbados       |
| Cộng hòa Dominica    | Elisa Abreu            | 21   | 170            | 5'7"           | Jarabacoa      |
| Guadeloupe           | Merita Melyna          | 23   | 176            | 5'9"           | Les Abymes     |
| Jamaica              | Terri-Karelle Griffith | 23   | 175            | 5'9"           | Kingston       |
| Martinique           | Moana Robinel          | 24   | 174            | 5'8"           | Fort de France |
| Puerto Rico          | Ingrid Marie Rivera    | 22   | 175            | 5'9"           | El Yunque      |
| St Lucia             | Joy Matty              | 19   | 180            | 5'11"          | Castries       |
| Trinidad & Tobago    | Jenna Marie Andre      | 22   | 179            | 5'10.5         | San Fernando   |

### Châu Mỹ
| Quốc gia    | Thí sinh             | Tuổi | Chiều cao (cm) | Chiều cao (ft) | Quê nhà             |
| ----------- | -------------------- | ---- | -------------- | -------------- | ------------------- |
| Argentina   | Emilia Iannetta      | 19   | 179            | 5'10.5"        | Pilar               |
| Bolivia     | Viviana Méndez       | 19   | 176            | 5'9"           | Santa Cruz          |
| Brazil      | Patricia Reginato    | 19   | 177            | 5'9.5"         | Medianeira          |
| Canada      | Ramona Amiri         | 25   | 172            | 5'7.5"         | Montréal            |
| Colombia    | Erika Querubín       | 22   | 178            | 5'10"          | Medellin            |
| Costa Rica  | Leonora Jiménez      | 22   | 181            | 5'11"          | Santa Ana           |
| Ecuador     | Marelisa Márquez     | 24   | 175            | 5'9"           | Guayaquil           |
| El Salvador | Alejandra Cárcamo    | 19   | 177            | 5'9.5"         | San Salvador        |
| Guatemala   | María Inés Gálvez    | 24   | 179            | 5'10.5"        | Thành phố Guatemala |
| Guyana      | Jasmine Herzog       | 18   | 178            | 5'10"          | Annandale           |
| México      | Dafne Molina         | 23   | 180            | 5'11"          | Thành phố México    |
| Nicaragua   | Valeria García       | 21   | 176            | 5'9"           | Managua             |
| Panama      | Anna Vaprio          | 21   | 181            | 5'11"          | Thành phố Panama    |
| Perú        | Fiorella Castellaños | 18   | 183            | 6'0"           | Lima                |
| Hoa Kỳ      | Lissette Diaz        | 22   | 170            | 5'7"           | San Diego           |
| Uruguay     | Daniela Tambasco     | 20   | 173            | 5'8"           | Montevideo          |
| Venezuela   | Susan Carrizo        | 21   | 177            | 5'9.5"         | Lagunilla           |

### Châu Phi
| Quốc gia               | Thí sinh               | Tuổi | Chiều cao (cm) | Chiều cao (ft) | Quê nhà               |
| ---------------------- | ---------------------- | ---- | -------------- | -------------- | --------------------- |
| Botswana               | Tshegofatso Robi       | 20   | 170            | 5'7"           | Tlokweng và Gaborne   |
| Cộng hoà Dân chủ Congo | Nelly Dembo            | 22   | 175            | 5'9"           | Kinshasa              |
| Ethiopia               | Seble Mekonnen         | 19   | 178            | 5'10"          | Sayechew              |
| Ghana                  | Inna Mariam Patty      | 22   | 180            | 5'11"          | Gold Coast            |
| Kenya                  | Cecilia Mwangi         | 21   | 171            | 5'7"           | Nairobi               |
| Liberia                | Snorti Forh            | 23   | 180            | 5'11"          | Monsterrado County    |
| Malawi                 | Rachel Landson         | 20   | 172            | 5'7.5"         | Lilongwe              |
| Mauritius              | Meenakshi Shivani      | 24   | 172            | 5'7.5"         | Port Louis            |
| Namibia                | Leefa Shiikwa          | 23   | 176            | 5'9"           | Tsumeb                |
| Nigeria                | Omowunmi Akinnifesi    | 19   | 173            | 5'8"           | Lagos và Sierra Leone |
| Nam Phi                | Dhiveja Sundrum        | 23   | 170            | 5'7"           | Durban và Cape Town   |
| Swaziland              | Zinhle Magongo         | 20   | 172            | 5'7.5"         | Qobonga               |
| Tanzania               | Nancy Sumari           | 19   | 172            | 5'7.5"         | Arusha                |
| Uganda                 | Juliet Ankakwatsa      | 22   | 170            | 5'7"           | Kabale                |
| Zambia                 | Precious Kabungo Mumbi | 23   | 180            | 5'11"          | Lusaka                |

## Các giám khảo
Có mười người góp phần vào việc chọn ra Hoa hậu Thế giới 2005.
- Julia Morley - Giám đốc Tổ chức Hoa hậu Thế giới
- Denise Perrier - Hoa hậu Thế giới 1953 từ Pháp
- Ann Sydney - Hoa hậu Thế giới 1964 từ Vương quốc Anh
- Lúcia Petterle - Hoa hậu Thế giới 1971 từ Brazil
- Wilnelia Merced - Hoa hậu Thế giới 1975 từ Puerto Rico
- Mariasela Álvarez - Hoa hậu Thế giới 1982 từ Cộng hòa Dominican
- Julia Kourotchkina - Hoa hậu Thế giới 1992 từ Nga
- Diana Hayden - Hoa hậu Thế giới 1997 từ Ấn Độ
- Agbani Darego - Hoa hậu Thế giới 2001 từ Nigeria
- Azra Akin - Hoa hậu Thế giới 2002 từ Thổ Nhĩ Kỳ